# Daniel Andersen
Daniel Andersen  (Rønne, Bornholm 25 de noviembre de 1885-Copenhague 30 de abril de 1959) fue un músico, compositor y escultor ceramista danés.
Cursó estudios de música en Viena. Se estableció en 1930 en  la localidad danesa de Rønne en la isla de Bornholm. Entre sus composiciones hay piezas corales, canciones, piezas religiosas, y la ópera Madonnas Ansigt de 1935. Está enterrado en el cementerio de Rønne.